# Onze-Lieve-Vrouw van de Dwaallichtjeskapel

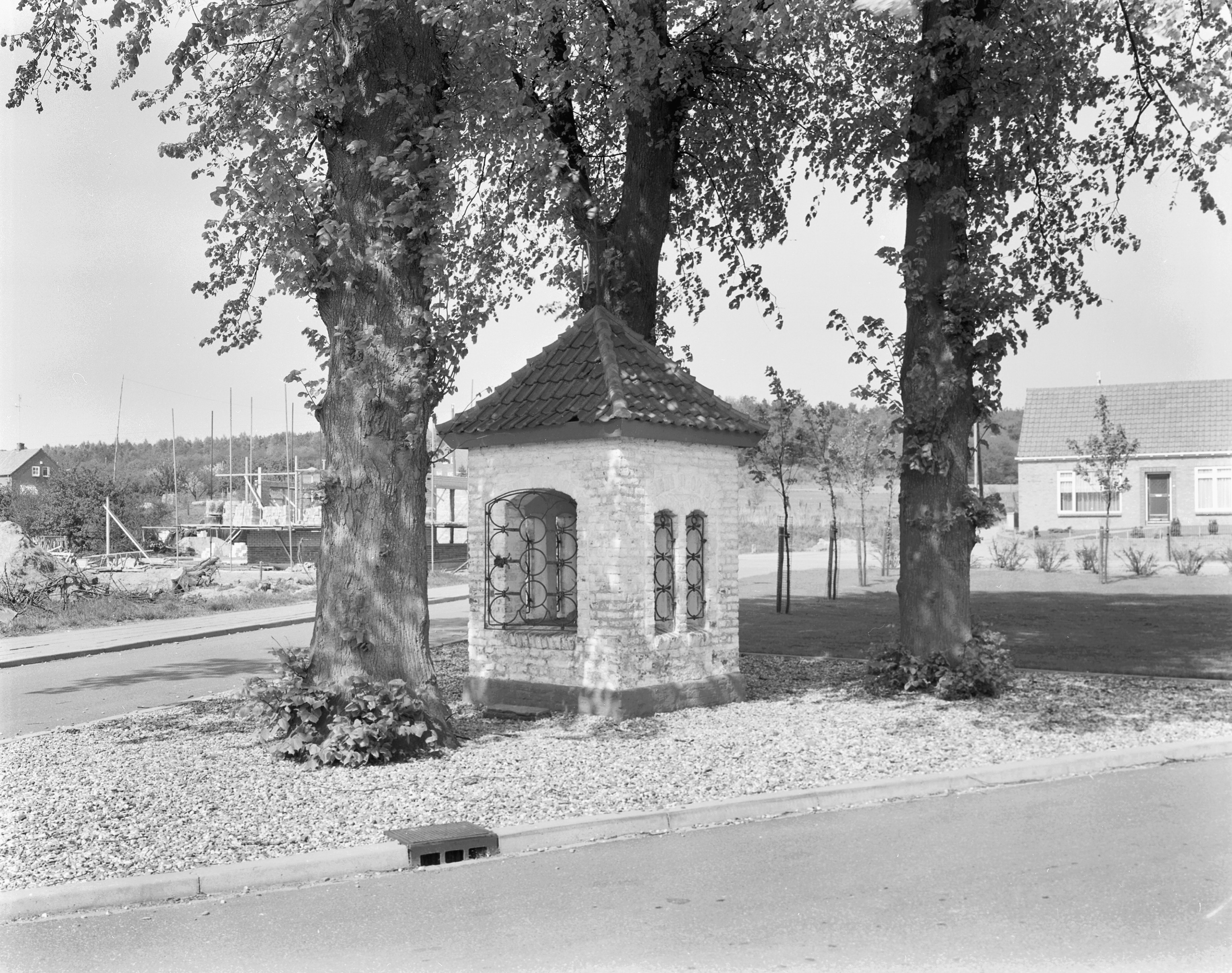
Het kapelletje in mei 1967

De Onze-Lieve-Vrouw van de Dwaallichtjeskapel is de naam van een kapelletje aan de Mortel te Mook.
De merkwaardige naam heeft te maken met de Slag op de Mookerheide (1574). De dwaallichtjes zouden te maken hebben met de zielen van de bij deze slag omgekomen soldaten, die geen rust konden vinden. Pas toen er op deze plaats een kapelletje gebouwd werd, zouden de spookachtige lichtjes verdwenen zijn.
Hoewel niet duidelijk is wanneer het eerste kapelletje zou zijn gebouwd, dateert het huidige exemplaar van omstreeks 1890. Tijdens de Tweede Wereldoorlog raakte het beschadigd en werd gerestaureerd in 1947. Het is een vierkant gebouwtje van witgeschilderde baksteen, afgeschermd door smeedwerk, waarbinnen zich een Mariabeeld bevindt. Dit dateert van 1947 en werd vervaardigd door Peter Roovers. Het gebouwtje wordt gedekt door een tentdak.
Het kapelletje wordt omringd door drie monumentale bomen.